# Fenner Brockway
Archibald Fenner Brockway, Barón Brockway (1 de noviembre de 1888-28 de abril de 1988) fue un activista antimilitarista y político laborista británico.

## Biografía

### Primeros años
Brockway nació en Calcuta (India británica), fruto del matrimonio formado por W. G. Brockway y Frances Elizabeth Abbey. Mientras asistía al Colegio de los Hijos de Misioneros, entonces en Blackheath (Londres) (hoy Eltham College) entre 1897 y 1905, comenzó a interesarse por la política. En 1908 se hizo vegetariano. Décadas más tarde, durante un debate en la Cámara de los Lores sobre la crueldad contra los animales, afirmó: «Soy vegetariano y lo he sido durante 70 años. En general, creo que soy físicamente un muy buen anuncio para esa práctica».
Tras dejar el colegio trabajó como periodista para diarios y publicaciones entre las que estuvieron The Quiver, el Daily News y el Christian Commonwealth. En 1907, Broackway se afilió al Partido Laborista Independiente (ILP) y se convirtió en asiduo de la Sociedad Fabiana. Fue nombrado editor del Labour Leader (órgano del ILP, más tarde denominado New Leader) y fue desde 1913 un comprometido pacifista. Se opuso a la participación británica en la Primera Guerra Mundial y a través de su posición como editor del Labour Leader se mostró muy sincero en sus visiones del conflicto.
El 12 de noviembre de 1914 publicó un llamammiento a los hombres en edad militar para que formasen junto a él la No-Conscription Fellowship, para hacer campaña contra la posibilidad de que el Gobierno del Reino Unido introdujese el servicio militar. Las oficinas del Labour Leader fueron asaltadas en agosto de 1915 y Brockway procesado por publicar material sedicioso. Defendió su inocencia y fue absuelto por el tribunal. En 1916 fue de nuevo detenido, esta vez por distribuir panfletos contra el servicio military. Fue multado, y tras rechazar pagar la sanción, enviado a la prisión de Pentonville durante dos meses.
Poco después de su puesta en libertad, Brockway fue detenido por tercera vez por su rechazo a ser llamado a filas, tras serle denegado el reconocimiento como objetor de conciencia. Fue entregado al Ejército y sometido a una corte marcial por desobedecer las órdenes. Tratado como un traidor, fue encarcelado durante una noche en la Torre de Londres, en una mazmorra bajo el Castillo de Chester y en la cárcel de Walton en Liverpool, donde editó un periódico clandestino, el Walton Leader, dirigido a los objetores de conciencia de la prisión. Esto llevó a que sufriese medidas disciplinarias, lo que fue respondido por una huelga de diez días por parte de los presos objetores hasta que fue llevado a la cárcel de Lincoln, donde pasó algún tiempo en confinamiento solitario hasta que fue finalmente liberado en 1919. En octubre de 1950 visitó la cárcel junto a Éamon de Valera, el estadista irlandés.
Tras su libeación se convirtió en miembro activo de la India League, que defendía la independencia de la India. Fue elegido secretario del ILP en 1923 y más tarde su presidente. Años después, en 1989, el Gobierno de la India le otorgó la tercera condecoración civil más alta del país, la Padma Bhushan.

### Actividades políticas, 1924-1935
Brockway se presentó a las elecciones al Parlamento del Reino Unido en varias ocasiones, entre las que estuvieron las elecciones de 1922 (por Lancaster) y frente a Winston Churchill en las elecciones parciales de la circunscripción de la Abadía de Westminster en 1924. En 1926 se convirtió en el primer presidente de la Internacional de Resistentes a la Guerra, cargo que desempeñó hasta 1934. Brockway fue miembro de la Liga contra el Imperialismo, creada en Bruselas en 1927.
En las elecciones generales de 1929 fue elegido diputado por Leyton Este como candidato del Partido Laborista. Obtuvo 11.111 votos e inmediatamente tras las elecciones, el candidato liberal anunció que Brockway le había ganado para el socialismo. Sus convicciones le conllevaron dificultades con el Partido Laborista. Se mostró franco en el Parlamento, y en una ocasión fue nombrado (suspendido) por el Speaker al exigir un debate sobre la India en la sesión de control al primer ministro.
En las elecciones de 1931 Brockway perdió su escaño y al año siguiente abandonó el Partido Laborista junto al resto del ILP. Concurrió sin éxito como candidato del ILP a las elecciones parciales celebradas en Upton (West Ham) en 1934, quedando en un lejano tercer puesto con sólo un 3,5% de los votos emitidos, y en las elecciones generales de 1935 por Norwich. Asimismo, escribió un libro sobre el comercio de armas, The Bloody Traffic, publicado por Victor Gollancz en 1934. Según David Howell, a partir de 1932, Brockway «buscó articular un socialismo diferenciado del pragmatismo del laborismo y del estalinismo del Partido Comunista».
En la novela de ciencia ficción que escribió en 1935, Purple Plague, un trasatlántico es puesto en cuarentena durante una década como resultado de una plaga. Emerge entonces en él una sociedad igualitaria.

### Guerra Civil Española
A pesar de su previo compromiso pacifista, dimitió de la Internacional de Resistentes a la Guerra, explicando que:

Si estuviese en España en estos momentos estaría luchando con los trabajadores contra las fuerzas fascistas. Creo que la orientación correcta es exigir que los trabajadores sean provistos de las armas que están siendo enviadas tan libremente por las potencias fascistas a sus enemigos. Entiendo la actitud de los pacifistas en España que, pese a que desean el triunfo de los trabajadores, sienten que deben expresar su apoyo solo en servicios sociales constructivos. Mi dificultad respecto a esa actitud es que si alguien desea que los trabajadores triunfen no puede, desde mi punto de vista, abstenerse de hacer todo lo necesario para conseguir que ese triunfo tenga lugar.

Brockway participó en el reclutamiento de voluntarios británicos para luchar contra las fuerzas fascistas de Francisco Franco en España a través del Contingente del ILP. Embarcó rumbo a Calais en febrero de 1937 y se piensa que estuvo destinado en España. Entre aquellos que fueron a España estuvo Eric Blair (más conocido como George Orwell), y se sabe que Brockway escribió una carta de recomendación para que Blair la presentase ante los representantes del ILP en Barcelona. Tras la Guerra Civil Española defendió una difusión pública del conflicto. Escribió cierto número de artículos sobre el conflicto e influyó para que el libro de Orwell, Homenaje a Cataluña, fuese publicado.
Pese a su apoyo a la participación británica en la Segunda Guerra Mundial, desempeñó el cargo de presidente del Consejo Central de Objetores de Conciencia a lo largo del periodo bélico, y continuó ejerciendo ese puesto hasta su muerte. También intentó volver al Parlamento, concurriendo sin éxito como candidato del ILP a las elecciones parciales celebradas durante la guerra en Lancaster (1941) y Cardiff Este (1942).

### Tras la Segunda Guerra Mundial
En mayo de 1946, Brockway viajó por la Zona de ocupación británica de Alemania como corresponsal de guerra acreditado, reuniéndose con socialistas alemanes e informando sobre las condiciones de vida existentes allí; sobre este viaje escribió en German Diary, publicado por el Left Book Club.
Brockway regresó posteriormente al Partido Laborista. Tras las elecciones generales de 1950 volvió a la Cámara de los Comunes tras una ausencia de casi 20 años, como diputado por Eton y Slough.
En 1951 fue uno de los cuatro fundadores de la organización contra la pobreza War on Want. Ayudó a la formación del Congreso de Pueblos contra el Imperialismo (1945), una organización en la que continuó trabajando a lo largo de los años 50. Entre sus actividades estuvieron las protestas contra la respuesta del Gobierno colonial a la Rebelión del Mau Mau desatada en Kenia en este periodo. En este tema formó parte del amplio Movimiento por la Liberación Colonial. Desde finales de los 50 propuso regularmente medidas legislativas en el Parlamento contra la discriminación racial, las cuales fueron todas derrotadas. Se opuso fuertemente al uso o posesión de armas nucleares por parte de cualquier país y fue miembro fundador de la Campaña para el Desarme Nuclear. El 18 de julio de 1961 fue elegido por el Speaker de la Cámara de los Comunes, Harry Hylton-Foster para formular la primera pregunta de la primera sesión de control al primer ministro en el formato vigente.
Brockway fue un destacado miembro de la Asociación Humanista Británica y de la Sociedad Ética de Conway Hall, donde fue nombrado profesor designado durante los años 60. Pronunció el discurso memorial de Conway de 1986 el 21 de mayo de ese año. El discurso se tituló M. D. Conway: His Life and Message For Today y la ceremonia fue presidida por Michael Foot. La Sala Brockway de la Conway Hall de Londres lleva su nombre.

### Cámara de los Lores
Brockway perdió su escaño en la Cámara de los Comunes en las elecciones generales de 1964, a pesar del crecimiento del laborismo a nivel nacional en aquellos comicios, al ser retratado por sus oponentes como la principal causa del asentamiento de inmigrantes de las Indias Occidentales en Slough. Posteriormente aceptó un título nobiliario vitalicio como Barón de Brockway, Eton y Slough, en el condado de Buckingham, recibiendo un escaño en la Cámara de los Lores.

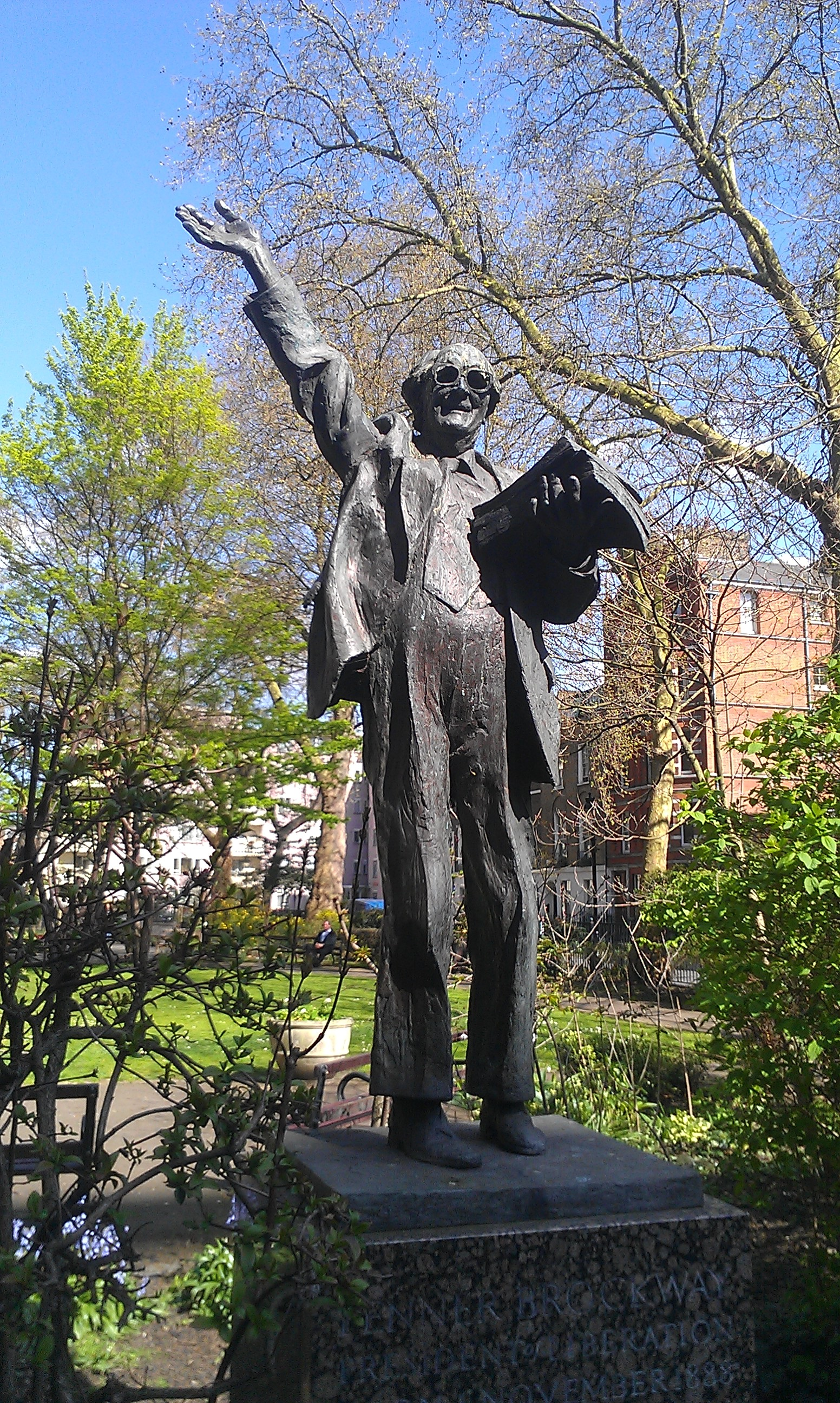
Estatua de Fenner Brockway en la Red Lion Square, cerca de Grays inn Road, Londres

### Últimos años
Brockway continuó hacienda campaña por la paz mundial y ejerció durante varios años como presidente del Movimiento por la Liberación Colonial. Desempeñó, entre otros cargos importantes, la presidencia del Consejo Británico por la Paz en Vietnam, y fue miembro del Consejo Asesor de la Asociación Humanista Británica. Fundó la Campaña por el Desarme Mundial en 1979 junto a Philip Noel-Baker, para trabajar por la aplicación de las políticas acordadas en la Sesión Especial sobre Desarme de la Asamblea General de Naciones Unidas de 1978.
Brockway falleció el 28 de abril de 1988 a la edad de 99 años, a escasos seis meses de su centenario. Tuvo dos matrimonios: el primero en 1914 (del que se divorció en 1945) con Lilla, hija del reverendo W. Harvey-Smith; y el segundo en 1946 con Edith Violet King. De su primer matrimonio tuvo cuatro hijas, y del segundo, un hijo.

## Obras
Mientras estuvo en prisión, Brockway conoció al destacado activista por la paz Stephen Henry Hobhouse y en 1922 publicaron conjuntamente English prisons to-day: being the report of the Prison system enquiry committee, una devastada crítica del sistema penitenciario inglés que causó una reforma generalizada del mismo que ha continuado hasta la actualidad. Brockway escribió más de veinte libros sobre política y cuatro volúmenes de su autobiografía.
- 1915 The devil's business; a play and its justification
- 1915 Is Britain blameless?, con carta de George Bernard Shaw
- 1916 Socialism for pacifists
- 1918? All about the I.L.P.
- 1919 The recruit: a play in one act
- 1927 A week in India
- 1928 A new way with crime
- 1930 The Indian crisis
- 1931 Hands off the railmen's wages!
- 1932 Hungry England
- 1934 Will Roosevelt succeed? A study of Fascist tendencies in America
- 1934 The bloody traffic
- 1935 Purple Plague: A Tale of Love and Revolution (fiction)
- 1937 The truth about Barcelona
- 1938 Pacifism and the left wing
- 1938 Workers' Front
- 1940 Socialism can defeat Nazism: together with Who were the friends of fascism, con John McNair
- 1942 The way out
- 1942 Inside the left; thirty years of platform, press, prison and Parliament
- 1942? The C.O. and the community
- 1944 Death pays a dividend, con Frederic Mullally
- 1946 German diary
- 1946 Socialism over sixty years: the life of Jowett of Bradford (1864–1944)
- 1949 Bermondsey story; the life of Alfred Salter
- 1953? Why Mau Mau?: an analysis and a remedy
- 1963 Outside the right; a sequel to 'Inside the left', con George Bernard Shaw
- 1963 African socialism
- 1967 This shrinking explosive world: a study of race relations
- 1973 The colonial revolution
- 1977 Towards tomorrow: the autobiography of Fenner Brockway
- 1980 Britain's first socialists: the Levellers, Agitators, and Diggers of the English Revolution
- 1984 Bombs in Hyde Park?
- 1986 98 not out

## Homenajes
Su vida y legado son conmemorados en su antigua circunscripción de Slough gracias al festival anual FennerFest, un festival de cultura y arte comunitario.
A la entrada del parque Red Lion Square de Holborn en Londres se sitúa una estatua de Brockway; fue financiada por muchos de los participantes en los movimientos independentistas de los países de la Commonwealth a los que apoyó y se programó su inauguración tras su muerte. Sin embargo, logró tal longevidad que era probable que el permiso de obras caducara antes, causando problemas para renovar el proceso. Por ello se decidió pedirle autorización para inaugurar el monumento, siendo uno de los pocos individuos privados, a diferencia de los jefes de Estado, en tener tal honor. El monumento fue dañado (fue roto uno de los brazos) por un árbol derribado por la Gran Tormenta de 1987. La estatua, restaurada y asegurada, se instaló poco después de su muerte.
Una calle cerrada del pueblo de Newport, en Gales del Sur, lleva su nombre.